# Rosmalen
Rosmalen – miejscowość w południowej Holandii, w prowincji Brabancja Północna, niedaleko ’s-Hertogenbosch. Liczba mieszkańców: 31 219 (2008).
Rosmalen było samodzielną gminą aż do 1996 roku kiedy to stało się częścią ‘s-Hertogenbosch. Od 2005 roku w mieście rozpoczęła się budowa nowoczesnego osiedla zwanego De Groote Wiele. 5 tys. domów oraz innych budynków jest budowanych wokół wielkich dołów, które zostały zalane wodą. Skromniejsze domy zamieszkują również emigranci z Europy Wschodniej, głównie Polacy. 
Rosmalen posiada raczej duży i lokalnie znany klub piłkarski OJC Rosmalen. Zespół obecnie gra w najwyższej lidze dla amatorów w Holandii. Również drużyna juniorów należy do najlepszych zespołów amatorskich w Holandii. Wielu zawodników OJC grało wcześniej dla zawodowych klubów takich jak FC Den Bosch, RKC Waalwijk, Willem II Tilburg i inne. W Rosmalen urodzili się sportowcy: Annemarie Verstappen (ur. 1965), pływaczka, która w 1982 zdobyła tytuł mistrza świata na dystansie 200m stylem dowolnym i Karen van Lith, mistrzyni Holandii w warcabach od 1986 do 1996 roku.
W Rosmalen znajduje się muzeum samochodów (Autotron) oraz park rozrywki. Corocznie w lecie rozgrywany jest w nim międzynarodowy turniej tenisa ziemnego: Rosmalen Open. Park znajduje się około 7 km na wschód od ’s-Hertogenbosch i jest w zasięgu trasy A59.